# 유청 (음식)
유청(乳淸, 영어: whey)은 우유가 엉겨서 응고된 뒤 남은 액체이며, 웨이(whey) 또는 유장(乳漿)이라고도 한다. 유청은 보통 치즈나 카세인 제조 과정에서 부산물로 생성되며 몇 가지 상업적 용도가 있다. 감성 유청(sweet whey)은 체더 치즈나 스위스 치즈 등의 경질 치즈 제조 과정에서 레닛을 가하여 생성되며, 산성 유청(acid whey)은 코티지 치즈 등의 연질 치즈 제조 과정에서 산을 가하여 생성된다.
이렇게 치즈 등에서 얻어진 유청은 또 다른 치즈인 리코타 치즈의 기본 재료로 쓰이며, 보디빌딩을 위한 단백질 보충제 등 몇몇 상업적인 용도로 이용된다.

## 같이 보기
- 우락유